# Dinosaur National Monument
Dinosaur National Monument is een Nationaal Monument in de Verenigde Staten op de zuidoostelijke flank van het Uinta-gebergte op de grens tussen Colorado en Utah bij de samenvloeiing van de Green River en de Yampa River. Het grootste deel van het park ligt in Moffat County, Colorado. De beroemde Dinosaur Quarry, een gebouw boven op een steengroeve waarin het publiek kan zien hoe een veelheid aan fossielen uit een rotswand wordt geprepareerd, is gelegen in Utah net ten noorden van de stad Jensen, Utah. De dichtstbijzijnde plaatsen zijn Vernal, Utah en Dinosaur, Colorado. In het park zijn vele fossielen van dinosauriërs gevonden waaronder Allosaurus en diverse sauropoda.